# Linus Carlstrand
Linus Casper Carlstrand, född 31 augusti 2004, är en svensk fotbollsspelare som spelar för IFK Göteborg i Allsvenskan.

## Klubblagskarriär
Linus Carlstrand föddes i Göteborg men familjen flyttade tidigt till Kungsbacka, varpå han började spela i moderklubben Lerkils IF som fyraåring. Efter en sejour i GAIS bytte han i tidiga tonåren klubb på nytt, till IFK Göteborg.

### IFK Göteborg
Den 22 februari 2022 debuterade en 17-årig Carlstrand för IFK Göteborg i träningsmatchen mot Utsiktens BK. Senare samma vår meddelade IFK Göteborg att han skrivit på ett A-lagskontrakt och att han likt lagkompisen Felix Eriksson skulle lyftas upp i seniorlaget i samband med sin 18-årsdag senare under året. Enligt Expressen ansågs Linus Carlstrand, vid tidpunkten, internt vara en av klubbens största talanger någonsin.
I mötet med IK Sirius den 27 juni 2022 gjorde Carlstrand allsvensk debut, då han bytte av Hosam Aiesh i den 95:e minuten.

## Landslagskarriär
Linus Carlstrand har representerat Sveriges U19-landslag.
Landslagsdebuten skedde den 9 juni 2022, då Carlstrand hoppade in i P18-landslagets träningsmatch mot Ungern. Med matchens enda mål blev han också matchvinnare i sin debut.

## Statistik
| Klubb              | Säsong             | Liga               | Liga    | Liga | Nationell cup | Nationell cup | Internationell cup | Internationell cup | Övrigt  | Övrigt | Totalt  | Totalt |
| Klubb              | Säsong             | Division           | Matcher | Mål  | Matcher       | Mål           | Matcher            | Mål                | Matcher | Mål    | Matcher | Mål    |
| ------------------ | ------------------ | ------------------ | ------- | ---- | ------------- | ------------- | ------------------ | ------------------ | ------- | ------ | ------- | ------ |
| IFK Göteborg       | 2022               | Allsvenskan        | 5       | 0    | 0             | 0             | -                  | -                  | -       | -      | 5       | 0      |
| Totalt i karriären | Totalt i karriären | Totalt i karriären | 5       | 0    | 0             | 0             | 0                  | 0                  | 0       | 0      | 5       | 0      |

## Personligt
Både hans farfar Gunnar Carlstrand (GAIS) och hans far Lars-Gunnar Carlstrand (Västra Frölunda IF, Leicester City, Strömsgodset, IF Elfsborg och GAIS) är före detta fotbollsspelare.
Under sin uppväxt var Linus Carlstrand supporter till IFK Göteborg och Manchester City. Innan han debuterade i A-laget stod han i klacken hos IFK Göteborg och han fick även bollen efter klubbens guldmatch säsongen 2007.